# 1884년 미국 하원의원 선거
1884년 미국 하원의원 선거는 1884년 미국에서 치러진 하원의원 선거로, 같은 해 치러진 대선에서 민주당의 그로버 클리블랜드 후보가 당선됨에 힘입어 민주당이 과반을 차지하였다

## 선거 결과
| 정당     | 의석수 |
| -------- | ------ |
| 민주당   | 183석  |
| 공화당   | 140석  |
| 재조정당 | 1석    |
| 지폐당   | 1석    |
| 합계     | 325석  |